# Berner Sport Club Young Boys
El BSC Young Boys és un club de futbol suís de la ciutat de Berna. El seu primer equip ha guanyat 17 campionats de lliga suïssa i vuit copes suïsses. És un dels clubs de futbol suïssos amb més èxit a nivell internacional, i va arribar a les semifinals de la Copa d'Europa a la temporada 1958–59. Els colors del club són el groc d'un to daurat i el negre.

## Història
El FC Young Boys va ser fundat el 14 de març de 1898, prenent el nom com a contrast d'un altre club del país anomenat Old Boys Basel. El club disputà el seu primer partit contra el FC Viktoria Plzeň el següent 17 de juny. Durant els primers anys vencé el campionat suís tres cops consecutius el 1909, 1910 i 1911.
El 1925 es traslladà al recentment construït Wankdorfstadion i canvià el prefix del seu nom de "FC" a "BSC" (Berner Sport Club), en reconeixement del fet que no es tractava només d'un club de futbol, sinó que tenia altres seccions com la boccia, l'handbol o l'hoquei herba.
Visqué la seva època daurada als anys 50, quan guanyà dues copes suïsses el 1953 i 1958, i quatre campionats suïssos consecutius des de 1957.
Entre 2001 i 2005 va jugar els seus partits al Neufeldstadion, mentre l'antic Wankdorf era demolit per construir en el seu lloc el nou Stade de Suisse, Wankdorf, finalitzat l'estiu del 2005.

## Plantilla 2024-25
A 14 agost 2024
| N. | Pos. | Nac. | Jugador                                 |
| -- | ---- | --- | --------------------------------------- |
| 3  | DEF  | [[Fitxer:Flag of Algeria.svg\|23x15px\|border \|alt=Algèria\|link=Selecció de futbol d'Algèria\|{{#if:\|]]                                                                                  | Jaouen Hadjam                           |
| 4  | DEF  | [[Fitxer:Flag of France (1794–1815, 1830–1974).svg\|23x15px\|border \|alt=França\|link=Selecció de futbol de França\|{{#if:\|]]                                                             | Tanguy Zoukrou                          |
| 5  | DEF  | [[Fitxer:Flag of Switzerland.svg\|23x16px\|border \|alt=Suïssa\|link=Selecció de futbol de Suïssa\|{{#if:\|]]                                                                               | Anel Husić                              |
| 6  | DEF  | [[Fitxer:Flag of Ghana.svg\|23x15px\|border \|alt=Ghana\|link=Selecció de futbol de Ghana\|{{#if:\|]]                                                                                       | Patric Pfeiffer (cedit pel FC Augsburg) |
| 7  | MIG  | [[Fitxer:Flag of Switzerland.svg\|23x16px\|border \|alt=Suïssa\|link=Selecció de futbol de Suïssa\|{{#if:\|]]                                                                               | Filip Ugrinić                           |
| 8  | MIG  | [[Fitxer:Flag of Poland.svg\|23x15px\|border \|alt=Polònia\|link=Selecció de futbol de Polònia\|{{#if:\|]]                                                                                  | Łukasz Łakomy                           |
| 9  | DAV  | [[Fitxer:Flag of Switzerland.svg\|23x16px\|border \|alt=Suïssa\|link=Selecció de futbol de Suïssa\|{{#if:\|]]                                                                               | Cedric Itten                            |
| 10 | MIG  | [[Fitxer:Flag of Switzerland.svg\|23x16px\|border \|alt=Suïssa\|link=Selecció de futbol de Suïssa\|{{#if:\|]]                                                                               | Kastriot Imeri                          |
| 11 | MIG  | [[Fitxer:Flag of The Gambia.svg\|23x15px\|border \|alt=Gàmbia\|link=Selecció de futbol de Gàmbia\|{{#if:\|]]                                                                                | Ebrima Colley                           |
| 13 | DEF  | [[Fitxer:Flag of Guinea.svg\|23x15px\|border \|alt=Guinea\|link=Selecció de futbol de Guinea\|{{#if:\|]]                                                                                    | Mohamed Ali Camara                      |
| 14 | MIG  | [[Fitxer:Flag of Zambia.svg\|23x15px\|border \|alt=Zàmbia\|link=Selecció de futbol de Zàmbia\|{{#if:\|]]                                                                                    | Miguel Chaiwa                           |
| 15 | DAV  | [[Fitxer:Flag of the Democratic Republic of the Congo.svg\|23x15px\|border \|alt=República Democràtica del Congo\|link=Selecció de futbol de la República Democràtica del Congo\|{{#if:\|]] | Meschak Elia                            |
| 17 | DEF  | [[Fitxer:Flag of The Gambia.svg\|23x15px\|border \|alt=Gàmbia\|link=Selecció de futbol de Gàmbia\|{{#if:\|]]                                                                                | Saidy Janko                             |
| 18 | POR  | [[Fitxer:Flag of Switzerland.svg\|23x16px\|border \|alt=Suïssa\|link=Selecció de futbol de Suïssa\|{{#if:\|]]                                                                               | Ardian Bajrami                          |
| 20 | MIG  | [[Fitxer:Flag of Senegal.svg\|23x15px\|border \|alt=Senegal\|link=Selecció de futbol del Senegal\|{{#if:\|]]                                                                                | Cheikh Niasse                           |

| N. | Pos. | Nac. | Jugador                               |
| -- | ---- | --- | ------------------------------------- |
| 21 | DAV  | [[Fitxer:Flag of France (1794–1815, 1830–1974).svg\|23x15px\|border \|alt=França\|link=Selecció de futbol de França\|{{#if:\|]]                          | Alan Virginius (cedit pel Lille)      |
| 22 | DEF  | [[Fitxer:Flag of Portugal.svg\|23x15px\|border \|alt=Portugal\|link=Selecció de futbol de Portugal\|{{#if:\|]]                                           | Abdu Conté (cedit per l'ES Troyes AC) |
| 23 | DEF  | [[Fitxer:Flag of Switzerland.svg\|23x16px\|border \|alt=Suïssa\|link=Selecció de futbol de Suïssa\|{{#if:\|]]                                            | Loris Benito                          |
| 24 | DEF  | [[Fitxer:Flag of Switzerland.svg\|23x16px\|border \|alt=Suïssa\|link=Selecció de futbol de Suïssa\|{{#if:\|]]                                            | Zachary Athekame                      |
| 26 | POR  | [[Fitxer:Flag of Switzerland.svg\|23x16px\|border \|alt=Suïssa\|link=Selecció de futbol de Suïssa\|{{#if:\|]]                                            | David von Ballmoos (capità)           |
| 27 | DEF  | [[Fitxer:Flag of Switzerland.svg\|23x16px\|border \|alt=Suïssa\|link=Selecció de futbol de Suïssa\|{{#if:\|]]                                            | Lewin Blum                            |
| 30 | MIG  | [[Fitxer:Flag of Switzerland.svg\|23x16px\|border \|alt=Suïssa\|link=Selecció de futbol de Suïssa\|{{#if:\|]]                                            | Sandro Lauper                         |
| 31 | DAV  | [[Fitxer:Flag of Guinea.svg\|23x15px\|border \|alt=Guinea\|link=Selecció de futbol de Guinea\|{{#if:\|]]                                                 | Facinet Conte                         |
| 33 | POR  | [[Fitxer:Flag of Switzerland.svg\|23x16px\|border \|alt=Suïssa\|link=Selecció de futbol de Suïssa\|{{#if:\|]]                                            | Marvin Keller                         |
| 35 | DAV  | [[Fitxer:Flag of the Republic of the Congo.svg\|23x15px\|border \|alt=República del Congo\|link=Selecció de futbol de la República del Congo\|{{#if:\|]] | Silvère Ganvoula                      |
| 39 | MIG  | [[Fitxer:Flag of Switzerland.svg\|23x16px\|border \|alt=Suïssa\|link=Selecció de futbol de Suïssa\|{{#if:\|]]                                            | Darian Maleš                          |
| 40 | POR  | [[Fitxer:Flag of Switzerland.svg\|23x16px\|border \|alt=Suïssa\|link=Selecció de futbol de Suïssa\|{{#if:\|]]                                            | Dario Marzino                         |
| 50 | DEF  | [[Fitxer:Flag of Switzerland.svg\|23x16px\|border \|alt=Suïssa\|link=Selecció de futbol de Suïssa\|{{#if:\|]]                                            | Sadin Crnovršanin                     |
| 77 | MIG  | [[Fitxer:Flag of Switzerland.svg\|23x16px\|border \|alt=Suïssa\|link=Selecció de futbol de Suïssa\|{{#if:\|]]                                            | Joël Monteiro                         |

## Entrenadors
- Reynold Williams (1913–18)
- Jimmy Hogan (1 juliol 1918 – 30 Juny 1920)
- Berth Smith (1920–24)
- Sandy Higgens (1924–28)
- Ernst Meyer (1928–29)
- Viktor Hierländer (juliol 1931 – Juny 32)
- Hans Wüthrich (1932–35)
- Izidor Kürschner (juliol 1934 – Juny 35)
- Hans Pulver (1935–42)
- Béla Volentik (1 juliol 1942 – 30 Juny 1946)
- William Baumgartner (gener 1947 – Juny 48)
- Fritz Gschweidl (juliol 1948 – Juny 49)
- Eric Jones (1949–50)
- Albert Sing (1 juliol 1951 – Juny 64)
- Heinz Bigler (abril 1964 – juliol 64)}}
- Hans Merkle (1 juliol 1964 – 30 juny 1968)
- René Häfeli (gener 1968 – juliol 68)
- Albert Brülls (1968–70)
- Walter Eich (gener 1970 – juliol 70)
- Henri Skiba (juliol 1970 – novembre 70)
- Heinz Schneiter i  Walter Eich (1970–72)
- Otto Peters (1972–73)
- Kurt Linder (1 juliol 1973 – 31 desembre 1977)
- René Hüssy (1977–78)
- Friedhelm Konietzka (1 juliol 1978 – 30 juny 1980)
- Lambertus Theunissen (juliol 1980 – juny 83)
- Kurt Linder (juliol 1983 – octubre 83)
- Walter Eich (1983–84)
- Aleksander Mandziara (1 juliol 1984 – 30 juny 1988)
- Tord Grip (1 juliol 1988 – juny 90)
- Pál Csernai (31 desembre 1989 – 30 juny 1990)
- Martin Trümpler (1 juliol 1990 – 30 juny 1994)
- Bernard Challandes (1 juliol 1994 – 13 març 1995)
- Jean-Marie Conz (1995–97)
- Tord Grip (abril 1997 – juliol 97)
- R. Andersson i  T. Sjöberg (1 juliol 1997 – 30 juny 1998)
- Robert Schober i  Admir Smajić (gener 1998 – juliol 98)
- Claude Ryf (1 juliol 1998–99)
- Martin Weber (maig 1999 – juliol 99)
- Roger Läubli (juliol 1999)
- Richard Wey i  Admir Smajić (juliol 1999)
- Richard Wey (6 agost 1999 – 28 setembre 1999)
- Marco Schällibaum (1 setembre 1999 – 30 juny 2003)
- Hans-Peter Zaugg (1 juliol 2003 – 17 octubre 2005)
- Gernot Rohr (18 octubre 2005 – 21 setembre 2006)
- Erminio Piserchia (interí) (21 setembre 2006 – 11 octubre 2006)
- Martin Andermatt (12 octubre 2006 – 30 juliol 2008)
- Erminio Piserchia (interí) (30 juliol 2008 – 10 agost 2008)
- Vladimir Petković (10 agost 2008 – 8 maig 2011)
- Erminio Piserchia (interí) (8 maig 2011 – 30 juny 2011)
- Christian Gross (1 juliol 2011 – 29 abril 2012)
- Erminio Piserchia (interí) (29 abril 2012 – 30 juny 2012)
- Martin Rueda (1 juliol 2012 – 7 abril 2013)
- Bernard Challandes (8 abril 2013 – 30 juny 2013)
- Uli Forte (1 juliol 2013 – setembre 2015)
- Adi Hütter (setembre 2015 – 1 juny 2018)
- Gerardo Seoane (1 juliol 2018 – 30 juny 2021)
- David Wagner (1 juliol 2021 – 7 març 2022)
- Matteo Vanetta (interí) (7 març 2022 – 1 juny 2022)
- Raphaël Wicky (2 juny 2022 – 4 març 2024)
- Joël Magnin (4 març 2024 – present) (interí)

## Palmarès
- 17 Lliga suïssa de futbol: 1903, 1909, 1910, 1911, 1920, 1929, 1957, 1958, 1959, 1960, 1986, 2018, 2019, 2020, 2021, 2023, 2024
- 8 Copa suïssa de futbol: 1930, 1945, 1953, 1958, 1977, 1987, 2020, 2023
- 1 Copa dels Alps de futbol: 1974